# Temples (groupe)
Pour les articles homonymes, voir Temple (homonymie).
Temples est un groupe de rock psychédélique britannique, originaire de Kettering, dans le comté de Northamptonshire, en Angleterre. Il est formé en 2012, par James Edward Bagshaw et Thomas Edison Warmsley. Le groupe bénéficie d'une importante couverture médiatique et a été qualifié par Noel Gallagher (du groupe Oasis) et Johnny Marr (du groupe The Smiths) de « meilleur nouveau groupe au Royaume-Uni. »

## Biographie
Le groupe se forme à ses débuts comme un projet « home studio » pendant l'été 2012. James Edward Bagshaw et Thomas Edison Warmsley mettent en ligne quatre morceaux sur YouTube qui attirent l'attention du label indépendant Heavenly Recordings et notamment de son fondateur Jeff Barrett qui accepte de produire le premier single du groupe : Shelter Song qui sort en novembre 2012,. Le groupe se met alors à la recherche d'une formation stable qui habite comme eux dans la ville de Kettering. C'est ainsi que Sam Toms devient le batteur du groupe et Adam Smith le claviériste/guitariste. Le groupe peut dès lors jouer ses compositions en live, alors qu'il ne l'avait jamais fait auparavant. En juin 2013, le groupe fait paraître son deuxième single : Colours to Life toujours sous le label Heavenly Recordings.
Multipliant les tournées dans les festivals du Royaume-Uni et en Europe, effectuant les premières parties de grands groupes comme Suede, Mystery Jets, Kasabian et The Vaccines, le groupe annonce en octobre 2013 sa première grande tournée surtout dans des festivals britanniques et irlandais. En novembre 2013, le groupe annonce la sortie de son premier album : Sun Structures pour le 5 février 2014. L'album a été entièrement produit et enregistré par James Edward Bagshaw de la même manière que les premières compositions du groupe c'est-à-dire chez lui à Kettering. Temples s'engage alors dans une série de festivals en Europe, en Amérique du Nord et en Australie dans lesquels ils occupent la tête d'affiche.
Le 9 juillet 2015 le groupe annonce via son compte Instagram qu'il travaille sur un nouvel album. Plus d'un an après, le 26 septembre 2016, le groupe sort le single "Certainty" et annonce que le nouvel album sortira en 2017.
Dans une interview au début de l'année 2018, le batteur de Temples, Sam Toms, explique les raisons qui l'ont poussé à quitter le groupe. Celui entame un nouveau projet solo et rejoint finalement le groupe de rock anglais Fat White Family.
En 2019 le groupe sort un nouvel album intitulé "Hot Motion".

## Projets parallèles
Les membres du groupe ont pour la plupart des projets parallèles auxquels ils participent toujours ou bien qu'ils ont laissé de côté. Ainsi James Edward Bagshaw faisait partie du groupe Sukie (en) formé en 2006. La formation avait atteint la première place dans le UK Indie Chart en 2008 avec leur premier single Pink-a-Pade. Le groupe se sépare peu après. Bagshaw et Warmsley avaient déjà joué ensemble dans le groupe The Moons (en), groupe qu'ils ont depuis quitté se consacrant essentiellement à Temples.    
Thomas Edison Warmsley est aussi le créateur du magazine de musique Siren qui fait des articles sur les groupes de Kettering et de ses alentours. Sam Toms, lui, appartenait à deux groupes : The Koolaid Electric Company et Secret Fix,.    

## Membres
- James Edward Bagshaw - chant, guitare
- Thomas Edison Warmsley - basse, chœurs
- Rens Ottink - batterie
- Adam Smith - clavier, guitare, chœurs